# Gajeva (Záhřeb)
Gajeva je ulice v historickém centru dolního města Záhřebu, hlavního města Chorvatska. Spojuje Náměstí bána Jelačiće s hlavním nádražím západní stranou, severo-jižním směrem. Pojmenována je podle významného chorvatského obrozence Ljudevita Gaje.

## Historie
Ulice se vyvinula z původní cesty, která vedla z hlavního záhřebského náměstí do vesnice (a dnes části chorvatské metropole) s názvem Trnje (spolu s dnešní ulicí Petrinjskou). V polovině 19. století měla podobu městské ulice přibližně od severu až ke křižovatce s třídou Baruna Trenka. Její stáří dokládá i fakt, že se vymyká pravoúhlé síti, do které bylo město rozšiřováno na přelomu 19. a 20. století.

## Doprava
Jedná se o méně rušnou městskou třídu. Ve jižní části je otevřena pro automobilový provoz až po ulici Nikole Tesle. Její severní konec (širší část) je pěší zóna.

## Významné objekty
- socha Razlistana forma od Vojina Bakiće
- socha Ljudevita Gaje
- hotel Dubrovník
- Galerie Nova
- Všeobecné veřejné gymnázium (chorvatsky Opća gimnazija)
- Kukovićův dům (chorvatsky Kukovićeva kuća)
- Farmaceuticko-biochemická fakulta Univerzity v Záhřebu.
- Konzulát Islandu